# 阿爾伯里丘陵 (伊利諾伊州)
阿爾伯里丘陵（英語：Albury Hills）是位於美國伊利諾伊州威爾縣的一個非建制地區。該地的面積和人口皆未知。

## 地理
阿爾伯里丘陵的座標為41°32′08″N 87°50′51″W / 41.53556°N 87.84750°W，而該地的平均海拔高度為220米（即722英尺）。